# 医師養成課程を持つニュージーランドの大学一覧
医師養成課程を持つニュージーランドの大学一覧（いしようせいかていをもつにゅーじーらんどのだいがくいちらん）では、医師の養成課程を有するニュージーランドの大学の一覧を示す。
- オークランド大学

Faculty of Medical and Health Sciences（英語）（北島・オークランド地方・オークランド・オークランド・シティ・グラフトン (ニュージーランド)）
- オタゴ大学

Dunedin School of Medicine, Division of Health Sciences（英語）（南島・オタゴ地方・ダニーデン）
専門医大学
- オーストラリア・ニュージーランド麻酔科医大学（英語版）（ニューサウスウェールズ州・シドニー・セントキリダ・ロード（英語版））
- 王立オーストラリア・ニュージーランド眼科医大学（英語版）（ニューサウスウェールズ州・シドニー・サリーヒルズ（英語版））
- 王立オーストラリア・ニュージーランド産婦人科医大学（英語版）（ビクトリア州・メルボルン・東メルボルン（英語版））
- 王立オーストラリア・ニュージーランド精神科医大学（英語版）（ビクトリア州・メルボルン・東メルボルン）
- 王立オーストラリア・ニュージーランド放射線科医大学（英語版）（北島・ウェリントン・ラムトンキー（英語版））